# Fábio Souto
Fábio Loureiro Souto (Salvador, 18 de janeiro de 1973) é um economista e político brasileiro. Ele foi deputado federal (2003–2015). Fábio é filho do ex-governador Paulo Souto, e de Isabel Souto.

## Carreira política
Em 1994, apoiou Paulo Souto e Fernando Henrique Cardoso.
Em 1998, foi eleito deputado estadual pelo Partido da Frente Liberal(PFL).apoiou César Borges e Fernando Henrique Cardoso.
Em 2002, foi eleito deputado federal pelo Partido da Frente Liberal (PFL). Apoiou Paulo Souto e Ciro Gomes. No segundo turno, Fábio e seu pai Paulo Souto apoiaram José Serra que foi derrotado por Lula.
Na Câmara dos Deputados, Fábio Souto foi opositor dos governos Lula/Dilma.
Em 2006, foi reeleito deputado federal pelo Partido da Frente Liberal (PFL). Apoiou Paulo Souto e Geraldo Alckmin.
Em 2010, foi reeleito deputado federal pelo Democratas (DEM). Apoiou Paulo Souto e José Serra.
Em 2014, foi eleito deputado estadual pelo Democratas (DEM). Apoiou Paulo Souto e Aécio Neves.